# Zaklęte rewiry
Pour plus de détails, voir Fiche technique et Distribution.
Zaklęte rewiry est un film polonais réalisé par Janusz Majewski, sorti en 1975.

## Synopsis
Dans les années 1930, Roman, un adolescent de la campagne, est embauché dans le restaurant du Pacific Hotel.

## Fiche technique
- Titre : Zaklęte rewiry
- Réalisation : Janusz Majewski
- Scénario : Pavel Hajný d'après le roman de Henryk Worcell
- Musique : Jerzy Matuszkiewicz
- Photographie : Miroslav Ondříček
- Montage : Elzbieta Kurkowska
- Production : Tadeusz Drewno et Jan Suster
- Société de production : Filmové studio Barrandov et P. P. Film Polski
- Pays :  Pologne et  Tchécoslovaquie
- Genre : Drame et historique
- Durée : 94 minutes
- Dates de sortie : 
  -  Pologne : 27 novembre 1975

## Distribution
- Marek Kondrat : Roman Boryczko
- Roman Wilhelmi : Robert Fornalski
- Roman Skamene : Fryc
- Cestmír Randa : Pancer
- Michal Pawlicki : Albin
- Martin Hron : Henek
- Stanislawa Celinska : Hela
- Joanna Kasperska : Paulina
- Jaroslava Schallerová : Zoska
- Czesław Wołłejko : le baron Humaniewski

## Distinctions
Le film a été présenté en sélection officielle en compétition lors de Berlinale 1976.